# Rabah Bitat
Rabah Bitat (en árabe, رابح بيطاط, Rābaḥ Bīṭāṭ); Aïn Karma, Argelia, 19 de diciembre de 1925-París, 10 de abril de 2000) fue un revolucionario y político argelino, que ocupó varios cargos en el gobierno tras el golpe de Estado de 1965; así como la presidencia interina de su país entre 1978 y 1979, tras la muerte de Houari Boumedienne. Asimismo, perteneció a los «nueve históricos» que llevaron a Argelia a la independencia.
Durante su juventud, militó en varias organizaciones nacionalistas argelinas bajo la colonia francesa. Fue uno de los seis fundadores del Comité Revolucionario de Unidad de Acción, embrión del Frente de Liberación Nacional argelino. Además, lideró la Wilaya IV durante la Guerra de Independencia de Argelia (1954-1962).

## Primeros años
Rabah Bitat nació en Aïn Karma (hoy, Messaoud Boudjriou, en la wilaya de Constantina, al noreste del país) el 19 de diciembre de 1925, en el seno de una familia humilde. En aquella época, Argelia era una colonia francesa, donde los extranjeros vivían bajo un régimen jurídico de privilegios, paralelo al de los indígenas musulmanes, que se veían marginados, apartados de la esfera pública y el acceso a los servicios, y privados de sus propiedades.
Buscando mejor sustento, su familia migró a Constantina cuando Rabah, a quien apodaban Salah, tenía dos años. Se instalaron en el barrio de Sidi Djliss, y Rabah se matriculó en el colegio Jules-Ferry de Constantina a los seis años. Obtuvo el graduado escolar, y posteriormente fue trabajador en la fábrica de tabaco situada en Bentchicou.

## Militancia política previa a la revolución
Desde muy joven milita en el Partido del Pueblo Argelino (PPA), que en 1946 se convierte en el Movimiento por el Triunfo de las Libertades Democráticas (MTLD). EL PPA era una organización nacionalista heredera de la Estrella Norteafricana de Messali Hadj, que agrupaba al nacionalismo argelino más izquierdista y radical. Bitat se implica políticamente desde la adolescencia, siendo muy activo y ganándose un nombre en la esfera política de Constantina. En 1942, ingresa en el PPA, con 16 años. Era considerado como un hombre “pragmático” por sus compañeros. En los barrios de Constantina donde había crecido comienza a tener un cierto reconocimiento por su fervor patriótico.  La masacre de Sétif del 8 de mayo de 1945 le convence de que no habrá independencia posible a través de la vía de la negociación.

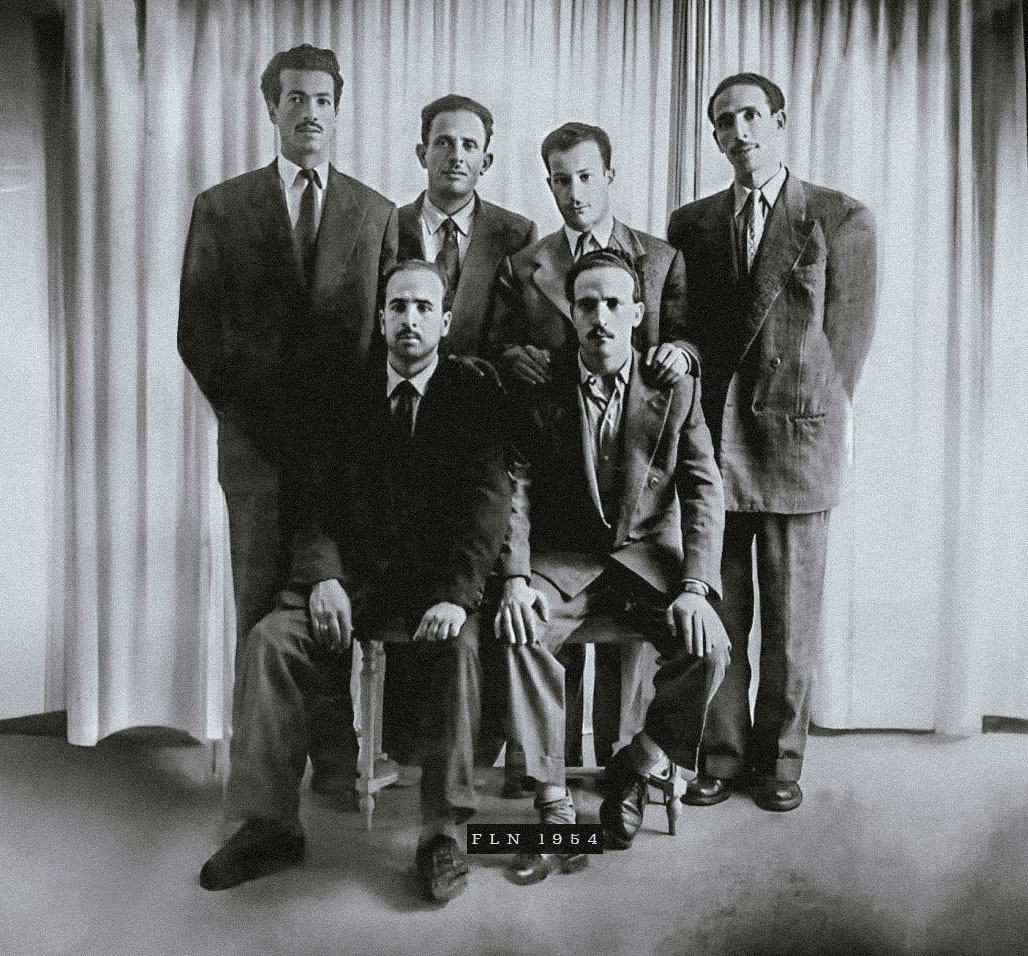
Seis de los jefes históricos del FLN. Arriba, de izquierda a derecha: Rabah Bitat, Mustafa Ben Bulaid, Diduch Murad y Mohammed Boudiaf. Debajo, de izquierda a derecha: Krim Belkacem y Larbi Ben M'Hidi.

En 1948, tras las elecciones a la Asamblea argelina establecida en el Estatuto argelino de septiembre de 1947, la vía legalista se muestra manifiestamente ineficiente para cumplir las aspiraciones de los nacionalistas argelinos. Desencantados, una parte de los nacionalistas del MTLD creará la Organización Especial u Organización Secreta (OS), un grupo clandestino liderado por Ahmed Ben Bella, y del que forman parte varios miembros del ala radical del partido, entre ellos, Bitat. Esta organización comienza a preparar la lucha armada para conseguir la independencia del país.
A partir de entonces, Bitat vive en la clandestinidad, Es condenado por dos tribunales en rebeldía, logrando evadir la persecución policial. De nuevo, en 1951, es condenado a 10 años de prisión en rebeldía tras el ataque al correo de Orán llevado a cabo el 4 de abril de  1949 por la OS, en la que se robaron tres millones de francos para financiar la compra de armas italianas de la Segunda Guerra Mundial procedentes de Libia que llevaba a cabo el grupo. El 23 de marzo de 1954, funda, junto con Budiaf, Ben Bulaid, Diduch, Ben M'Hidi y Krim, el Comité Revolucionario de Unidad y de Acción (CRUA). Junto con los líderes exiliados Ben Bella, Khider y Aït Ahmed, forma parte de los “nueve históricos” fundadores del Frente de Liberación Nacional.

## Actividad durante la Guerra de Independencia Argelina (1954-1962)
El 25 de junio de 1954, los miembros fundadores del CRUA, a excepción de Krim, acuerdan lanzar la lucha armada. Estos cinco personajes formarán desde entonces el Consejo de la Revolución del FLN. Solo ellos cinco serán conocedores de tal decisión. Cuatro meses después, en una reunión secreta celebrada el 23 de octubre de 1954, se decide la madrugada del 1 de noviembre de 1954, día de Todos los Santos, como el momento de dar comienzo al levantamiento. Rabah Bitat es elegido entonces como responsable de la Wilaya IV (Algérois), una de las seis zonas en las que los revolucionarios dividen el territorio argelino para organizar el levantamiento. Como tal, debía comandar el levantamiento en Argel, la capital. Junto a él, trabajan como comandantes Zoubir Bouadjadj en Argel y Souidani Boudjemaa en la Mitidja. Para llevar a cabo la ofensiva, pide apoyo a Krim Belkacem, valí de la vecina Wilaya III. Este le proporciona más de doscientos combatientes, liderados por Amar Ouamrane.

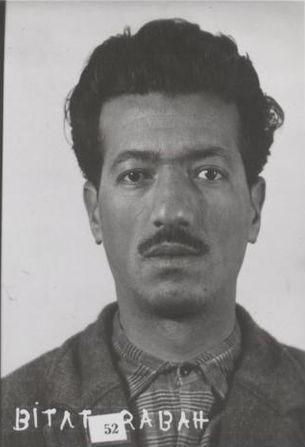
Rabah Bitat en 1954, en una foto de archivo policial.

En la noche indicada, el CRUA lanza la “Proclamación del Frente de Liberación Nacional”, que actúa como manifiesto fundacional del FLN. Al mismo tiempo, comienza el levantamiento, consistente en alrededor de 70 acciones armadas simultáneas que cogen a los franceses por sorpresa. Es entonces cuando da comienzo la Guerra de Liberación Argelina, que duraría ocho años, hasta 1962. Sin embargo, después del golpe del 1 de noviembre, la lucha en la Wilaya IV sufre grandes reveses. La policía francesa desmantela los comandos del FLN que trabajaban en la ciudad de Argel; y los refuerzos enviados por Krim se repliegan a Cabilia desde la Mitidja. Aunque Bitat consigue nuevos avances en Argel, es apresado por los franceses el 16 de marzo de 1955. Sería sustituido por Amar Ouamrane al frente de la Wilaya IV.

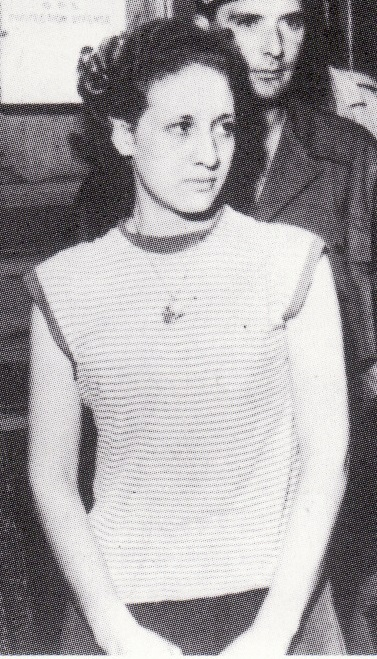
Zohra Drif, esposa de Bitat, fue una luchadora destacada del FLN durante la guerra. Fue una de las mujeres encargadas de colocar explosivos en Argel durante la batalla de 1956-1957. En la imagen, su arresto por los franceses en septiembre de 1957.

En el momento de su detención, intentará suicidarse con una píldora de cianuro, pero los agentes franceses lo evitan. De prisión en prisión, va a ser sometido a continuos interrogatorios y tortura por parte de los franceses. Es trasladado continuamente para asegurar que no escape a su encierro, y, finalmente, es condenado a trabajos forzados a perpetuidad. El encierro de Bitat y el resto de los prisioneros, así como los mártires argelinos, será inspiración para sus compañeros, que recuerdan a los ausentes en el primer congreso del FLN, en Soummam, en agosto de 1956. En ese mismo Congreso, Bitat sería elegido miembro del Consejo Nacional de la Revolución Argelina (CNRA); así como del Comité de Coordinación y Ejecución (CCE) -órgano interno, que será quien en la práctica gobierne el FLN- a pesar de estar ausente. Mientras tanto, su mujer, Zohra Drif, seguirá realizando actividades de resistencia en la zona de Argel.
En enero de 1958, decide comenzar varias huelgas de hambre, la última con el objetivo de obtener el estatus de preso político, el cual consigue, finalmente. En el congreso de Trípoli, es nombrado miembro del Buró Político del FLN. En mayo de 1961, a punto de terminar la guerra, es trasladado al castillo de la Tessadière, donde se reencuentra con cinco de sus compañeros, entre ellos Ben Bella y Khider, quienes habían sido capturados por las autoridades francesas cuando volaban a Túnez desde Marruecos, en octubre de 1956. Una vez reunidos, tomarán desde prisión las decisiones políticas más importantes. Por ejemplo, desde prisión apoyará, junto con sus compañeros a Houari Boumedienne, jefe del Estado Mayor, en su enfrentamiento con el Gobierno Provisional de la República Argelina (GPRA). Es liberado el 21 de marzo de 1962, junto con el resto de sus compañeros.

## Carrera política tras la independencia

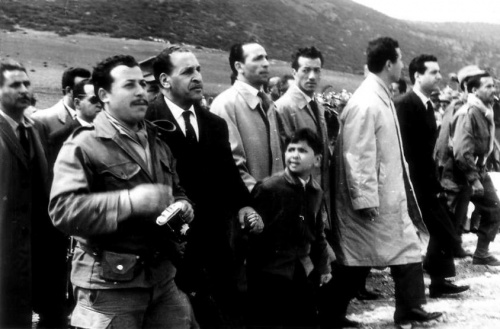
Ferhat Abbas, Mohamed Boudiaf, Rabah Bitat, Ahmed Ben Bella y Husein Aït Ahmed, en la frontera con Marruecos, en 1962.

Tras la independencia, durante la crisis política de 1962, se posiciona del lado de sus compañeros del Buró Político del FLN, liderado por Ben Bella, que gana el pulso al moderado Ferhat Abbas. Abbas se oponía al proyecto de república unipartidista proyectado, liderada por un solo partido político. Su propuesta, más pluralista, que llamó  “república de camaradas”, apenas fue apoyada por algunas figuras del FLN, como Mohamed Khider, Boudiaf y Aït Ahmed. El fracaso de esta iniciativa forzó el exilio de algunas figuras, como Khider. Bitat era muy cercano a Khider, y el fracaso de la oposición de éste al plan de Ben Bella abrió un enfrentamiento entre Bitat y el líder del FLN. En mayo de 1963, pierde su puesto como coordinador entre el partido y las organizaciones nacionales, siendo sustituido por Hadj Ben Alla, hombre de confianza de Ben Bella. En noviembre, en el primer gobierno de Ben Bella, es nombrado tercer vicepresidente del Consejo de ministros, como cargo honorífico; pero termina dimitiendo al día siguiente de su nombramiento, siendo relevado en el cargo por el ministro de Defensa, Houari Boumedienne. Dado el clima político de tensión y su toma de partido por la oposición, Bitat abandonó el país.
El malestar social y político se refleja en el partido del régimen con las primeras purgas y tensiones internas. Bitat apoyaría el golpe de Estado del vicepresidente Boumedienne de 1965, que termina con el gobierno de Ben Bella. Tras ello, fue nombrado ministro de Estado el 10 de julio de 1965. En 1972 ocupó la cartera de Transporte hasta 1977, cuando es elegido presidente de la Asamblea Nacional argelina.

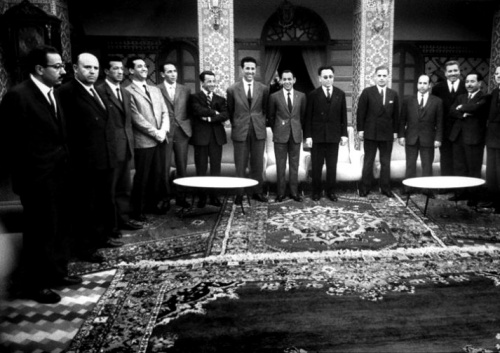
El Gobierno Provisional de la República Argelina, liderado por Benkhedda, visita al Rey de Marruecos en Rabat el 3 de julio de 1962. De izquierda a derecha, M'hamed Yazid, Mohammedi Said, Rabah Bitat, Husein Aït Ahmed, Mohamed Boudiaf, Mohammed Seddik Benyahia, Ahmed Ben Bella, Hassan II de Marruecos, Ben Youcef Benkhedda, Krim Belkacem, Saad Dahleb, Abdelhafid Boussouf.

En ejercicio de sus funciones constitucionales como presidente de la Asamblea, el 27 de diciembre de 1978 asumió interinamente la presidencia de la República, tras la muerte de Boumedienne. Ocupó el cargo poco más de un mes, hasta el 9 de febrero de 1979, cuando fue elegido para reemplazarlo Chadli Bendjedid. Fue reelegido presidente de la Asamblea en 1982 y 1987. Tras los sucesos de 1988, contrario a la política aperturista y desmilitarizadora del primer ministro Mouloud Hamrouche, en 1990 dejó su cargo en la Asamblea Nacional, quedando como simple diputado. En 1992, termina su mandato y decide retirarse de la vida política, justo al comienzo de la guerra civil contra los islamistas.

## Últimos años y fallecimiento
En 1999, da su apoyo al nombramiento de Abdelaziz Bouteflika como nuevo presidente del país. Falleció en París, el 10 de abril de 2000, a los 74 años. Con motivo de su muerte, en el mismo año, el aeropuerto de Annaba cambia su nombre a "Aeropuerto de Annaba – Rabah Bitat".
| Predecesor: Houari Boumedienne | Presidente de Argelia 1978-1979 | Sucesor: Chadli Bendjedid |